# I misteri della jungla nera
I misteri della jungla nera è un romanzo di avventura del 1887 dello scrittore italiano Emilio Salgari, che fa parte del cosiddetto ciclo indo-malese.
Era apparso per la prima volta nel 1887 in appendice a un quotidiano col titolo de Gli strangolatori del Gange, poi su un altro giornale tra l'agosto 1893 e il novembre 1894 come Gli amori di un selvaggio.

## Storia editoriale
Il romanzo pone qualche problema all'atto di identificarne la sua precisa collocazione temporale nel ciclo stesso: la saga salgariana, infatti, non è frutto di un lavoro organico, né impostato a tavolino, ma di intuizioni e contaminazioni spesso estemporanee, condotte talvolta in maniera addirittura confusa dal novelliere veneto. È possibile, tuttavia, trovare una mediazione attraverso alcuni dati di massima.
I misteri della jungla nera è senz'altro il primo romanzo del ciclo se si tiene in considerazione la data della sua pubblicazione in volume dall'editore genovese Antonio Donath, il 1895. È, al contrario, il secondo romanzo del ciclo, se si considerano una serie di altri aspetti. I misteri della jungla nera era apparso per la prima volta ai princìpi del 1887 in appendice al quotidiano Il Telegrafo di Livorno, sotto il titolo de Gli strangolatori del Gange; tra l'agosto 1893 e il novembre 1894, era stato poi ripubblicato come Gli amori di un selvaggio sul giornale La Provincia di Vicenza.
Diversi anni prima, però, aveva già visto la luce (benché sotto altro titolo) un altro romanzo del ciclo, Le tigri di Mompracem, apparso come La tigre della Malesia in appendice alla Nuova Arena di Verona (numeri 10-12 del 1883 e 1-3 del 1884). Oltre al dato meramente cronologico, si individua anche una certa "comodità di studio" nel considerare quest'ultimo come il romanzo necessario per introdursi nel complesso mondo dei personaggi del ciclo. In questo senso, concorre anche un ulteriore dato "ambientale": i fatti narrati nei Misteri della jungla nera risalgono al 1855. La trattazione dei fatti nelle Tigri di Mompracem inizia ben sei anni prima e, pertanto, tale romanzo può considerarsi il primo del ciclo come continuità narrativa.

## Ambientazione
La vicenda è ambientata in un'India di fantasia. Le minuziose descrizioni ambientali e i paesaggi esotici, presenti nei racconti che hanno caratterizzato lo stile di Salgari, sono nate da una vasta consultazione di saggi, diari, libri e carte geografiche. Lo scrittore in realtà non ha mai visitato di persona i luoghi da lui descritti nel testo e durante il viaggio.

## Trama e personaggi

### Parte I: Le gesta degli strangolatori
Nel fitto della giungla, circondata da desolate paludi, fiumi ed isolotti presso la foce del grande Gange (chiamata nel suo complesso Sunderbans), la sinistra isola di "Raimangal" ospita una pagoda nei cui sotterranei si nascondono i Thug, una setta sanguinaria cui sono affiliati degli strangolatori, seguaci della dea indiana Kali. Guidati dal malvagio Suyodhana, i Thug tengono imprigionata una giovane fanciulla di nome Ada Corishant, figlia di un ufficiale inglese soprannominata dalla setta "la Vergine della Pagoda" e costretta a diventare la sacerdotessa di Kali. Tremal-Naik, un coraggioso cacciatore bengalese innamorato della ragazza, cercherà di salvarla con l'aiuto del suo fedele servitore, il maharatto Kammamuri, al fianco del quale affronta una lotta all'ultimo sangue contro gli adoratori della dea.
Nelle pagine iniziali del romanzo, Aghur, un altro dei servi di Tremal-Naik, rientra da una battuta di caccia e rivela al padrone che il compagno uscito in caccia con lui è morto. Tremal-Naik e Kammamuri trovano il corpo del loro sventurato compagno, soffocato da un lacciuolo di seta e con la testa fracassata, e tutto lascia presagire che si tratti di un'esecuzione condotta dai Thug; infatti, proprio nei pressi del luogo dell'assassinio, il cacciatore bengalese scopre l'entrata del nascondiglio degli strangolatori. Tremal-Naik vede così per la prima volta Ada, e se ne innamora immediatamente. Uscito allo scoperto, il cacciatore uccide il capo dei Thug e si dà alla fuga, ma perde le tracce di Kammamuri e si ritrova nei pressi di una grande pagoda, dove ritrova nuovamente la fanciulla. Il malvagio thug Suyodhana, però, si mette sulle sue tracce per cercare di ucciderlo. Il cacciatore di serpenti riceve una pugnalata al cuore ed è lasciato agonizzante nel cuore della foresta, ma per sua fortuna Kammamuri lo ritrova e riesce a portarlo in salvo e a curarlo.
I Thug, però, vogliono definitivamente sbarazzarsi dei tre cacciatori, così provano a mandare in avanscoperta una talpa, un bengalese di nome Manciadi; costui riesce a strangolare Aghur, ma viene poi scoperto e ucciso da Kammamuri e Tremal-Naik, ormai guarito dopo una lunga convalescenza. Il duo è finalmente risoluto a liberare Ada, e durante una notte di tempesta, insieme alla loro tigre ammaestrata Darma, raggiunge il nascondiglio dei Thug e libera l'amata. Sfortunatamente il piccolo drappello si perde tra le gallerie del sotterraneo e ritorna nuovamente prigioniero dei Thug.

### Parte II: La rivincita di Tremal-Naik
Stavolta, però, gli strangolatori hanno un altro piano in mente: vogliono che i due cacciatori diventino parte della setta. Suyhodana infatti ha intuito quanto Tremal-Naik tenga ad Ada, quindi decide di concederle la libertà, a patto che il bengalese uccida Harry Macpherson, un capitano britannico che ha intrapreso una lotta senza quartiere contro i Thug. Tremal-Naik prova per due volte ad assassinarlo, prima di riconoscere in Macpherson nientemeno che il padre di Ada. Chiarito l'equivoco, i due si alleano contro i comuni nemici, e alla fine l'avventura finisce col salvataggio di Ada e la messa a ferro e fuoco del covo dei Thug. Suyodhana, però, sopravvive e fugge, portando con sé molti strangolatori sopravvissuti.

### Personaggi principali
- Tremal-Naik: è un coraggioso cacciatore indiano bengalese, innamorato di Ada Corishant, che tenta in ogni modo di liberarla dai thug.
- Kammamuri: è un fedele compagno di Tremal-Naik e un maharatto.
- Ada Corishant: anche chiamata La Vergine Della Pagoda, è la giovane ragazza costretta dai thug a diventare sacerdotessa di Kalí.
- Suyodhana: è il malvagio capo dei thug. All'inizio vuole sbarazzarsi a tutti i costi di Tremal-Naik e dei suoi compagni, ma successivamente vuole che essi entrino a far parte della setta.
- Aghur: è un compagno di Tremal-Naik. Viene strangolato da Manciadi per ordine di Suyodhana.
- Manciadi: è un membro dei thug bengalese, che ha avuto successo nell'omicidio di Aghur, ma non in quello dei suoi compagni.
- Harry Macpherson: è un capitano britannico che ha intrapreso una lotta contro i Thug.

## Seguiti
Le vicende narrate in questo romanzo si intrecciano con le avventure di Sandokan ed hanno un seguito nel successivo I pirati della Malesia (1896). Tremal-Naik e Kammamuri faranno presenza fissa nel primo e nel secondo ciclo di Sandokan.

## Filmografia
- I misteri della jungla nera, regia di Gian Paolo Callegari e Ralph Murphy (1954)
- La vendetta dei Tughs, regia di Gian Paolo Callegari (1954)
- I misteri della giungla nera, regia di Luigi Capuano (1965)
- I misteri della giungla nera, miniserie TV diretta da Kevin Connor (1991)

## Edizioni
- Emilio Salgari, I misteri della jungla nera, Antonio Donath,  p. 264.
- Emilio Salgari, I misteri della jungla nera, Ugo Mursia,  p. 312, ISBN 978-88-425-2653-7.